# Coupe du monde de pitch and putt
La Coupe du monde de Pitch and Putt est le championnat par équipes promu par la Fédération internationale des associations Pitch and Putt qui a lieu tous les quatre ans.
| Année | Lieu                           | Champion  | Finaliste | Troisième | Quatrième       |
| ----- | ------------------------------ | --------- | --------- | --------- | --------------- |
| 2004  | Chia, Sardaigne, Italie        | Catalogne | Pays-Bas  | France    | Norvège         |
| 2006  | Teià, Catalogne, Espagne       | Catalogne | Andorre   | Irlande   | Pays-Bas        |
| 2008  | Arnhem, Gueldre, Pays-Bas      | Irlande   | Pays-Bas  | Catalogne | Grande-Bretagne |
| 2012  | Comté de Meath, Irlande        | Irlande   | Australie | Pays-Bas  | Norvège         |
| 2016  | El Torrent, Xixerella, Andorre | Irlande   | Catalogne | Galice    | Grande-Bretagne |
| 2020  |                                |           |           |           |                 |